# Золотухін Анатолій Іванович
Золотухін Анатолій Іванович (22 травня 1939, Дніпропетровськ, Україна — 17 листопада 2021, Миколаїв, Україна) — радянський і український інженер, еколог і публіцист.

## Життєпис
Народився 22 травня 1939 року в місті Дніпропетровськ (нині — Дніпро) в родині військового моряка і працівниці Миколаївського суднобудівного заводу, яка на той момент переховувалася від переслідувань з боку НКВС.
У 1941 році сім'я переїхала назад до Миколаєва. Навчався у загальноосвітній школі № 7.
У 1962 році закінчив Миколаївський кораблебудівний інститут імені адмірала Макарова. З того ж року і до 1999 працював в Центральному науково-дослідному інституті «Тайфун», що проводив науково-дослідну роботу та проєктування обладнання систем кондиціонування повітря і вентиляції.
З 1980 року за власною ініціативою займався дослідженням життя і творчості Гомера, О. С. Пушкіна і В. І. Даля.
За підтримки академіка Д. С. Лихачова виступив ініціатором створення таких громадських організацій, як Миколаївський фонд культури (1987) і Рада з охорони архітектурної та історичної спадщини старого Миколаєва (1989).
Ініціатор створення і лідер першої в Миколаївській області громадської екологічної організації «Зелений світ» (1988—1999). Зусиллями членів асоціації, ядро якої складали учені різного фаху, вдалося домогтися за підтримки населення та екологічної громадськості країни проведення першої та останньої в СРСР екологічної експертизи Південноукраїнського гідроенергокомплексу. За 4 місяці було зібрано 210 тисяч підписів жителів Миколаївської області, які було передано до Миколаївського обласного архіву. Результатом стало обмеження потужностей Південноукраїнською АЕС з шести до трьох блоків мільйонників і припинення будівництва Костянтинівської ГЕС-ГАЕС, що загрожувало затопленням Мигійського каньйону і безлічі археологічних пам'ятників і ендеміків природи на його території.
Помер 17 листопада 2021 року в Миколаєві від хвороби на COVID-19.

## Науковий і творчий доробок
Золотухін є автором більше 30 книг та 300 статей, в тому числі і публіцистичних, має 26 винаходів і понад 50 науково-дослідних робіт в області акустики і турбулентності.
На основі історичних довідок Анатолія Золотухіна в Миколаєві встановлені меморіальна дошка В. І. Далю (у 2001 році) і дві меморіальні дошки О. С. Пушкіну (1987 і 1999).